# (100730) 1998 CE2
(100730) 1998 CE2 es un asteroide perteneciente al cinturón de asteroides descubierto el 13 de febrero de 1998 por Luciano Tesi y el también astrónomo Andrea Boattini desde el Observatorio Astronómico de las Montañas de Pistoia, Toscana, Italia.

## Designación y nombre
Designado provisionalmente como 1998 CE2.

## Características orbitales
1998 CE2 está situado a una distancia media del Sol de 2,252 ua, pudiendo alejarse hasta 2,810 ua y acercarse hasta 1,693 ua. Su excentricidad es 0,248 y la inclinación orbital 4,754 grados. Emplea 1234,41 días en completar una órbita alrededor del Sol.

## Características físicas
La magnitud absoluta de 1998 CE2 es 15,7. 